# 臨池郡
臨池郡，中国北涼时设置的郡。

## 建置沿革
北涼初期，分張掖郡置臨池郡，領縣不可考，屬涼州。玄始元年（412年），臨池郡改屬秦州。承和七年（439年），臨池郡被北魏佔領，郡廢。

## 太守
- 沮渠蒙遜，北涼段業天璽三年（401年）在任。[1]